# Wanderson Maciel Sousa Campos
Wanderson Maciel Sousa Campos (* 7. Oktober 1994 in São Luís) ist ein belgisch-brasilianischer Fußballspieler.

## Karriere
Wanderson begann seine Karriere beim Beerschot AC. Nachdem er im August 2012 erstmals im Profikader gestanden war, debütierte er im Oktober 2012 in der Pro League, als er im Spiel gegen Cercle Brügge in der Startelf stand. Nachdem Beerschot im Mai 2013 aufgelöst worden war, wechselte er zum Lierse SK. Im Sommer 2015 wechselte er nach Spanien zum FC Getafe. Für Getafe debütierte er am zweiten Spieltag der Saison 2015/16 in der Primera División. Zu Saisonende stieg er mit Getafe in die Segunda División ab.
Zur Saison 2016/17 wechselte er zum österreichischen Meister FC Red Bull Salzburg, bei dem er einen bis Juni 2019 gültigen Vertrag erhielt. Nach Problemen mit der Spielgenehmigung gab er sein Debüt in der Bundesliga am zweiten Spieltag gegen den Wolfsberger AC, als er in Minute 62 für Valentino Lazaro ins Spiel kam. Sein erstes Tor für „die Bullen“ erzielte er im August 2016 im Rückspiel der dritten Runde der Champions-League-Qualifikation gegen den FK Partizani Tirana.
Zur Saison 2017/18 wechselte er nach Russland zum FK Krasnodar, bei dem er einen bis Juni 2022 gültigen Vertrag erhielt.
Infolge des russischen Überfalles auf die Ukraine 2022 verließ Wanderson Russland; dafür wurde er von Krasnodar freigestellt. Im März 2022 wechselte er dann leihweise nach Brasilien zu Internacional Porto Alegre. Zum Jahresanfang 2023 wurde er fest von dem Klub übernommen.
Im März 2025 verließ Wanderson Internacional und unterzeichnete beim Cruzeiro EC in Belo Horizonte.

## Persönliches
Sein Vater Wamberto, ein ehemaliger Fußballer, ist aktuell sein Manager. Sein Bruder Danilo ist ebenfalls Fußballspieler.
Wanderson wurde in Brasilien geboren und wuchs in Belgien auf. Neben Portugiesisch spricht er Französisch, Niederländisch, Spanisch und Englisch.

## Erfolge
- Österreichischer Meister: 2017
- Österreichischer Cupsieger: 2017